# ديرك جريسر
ديرك جريسر (بالألمانية: Dirk Greiser)‏ هو لاعب كرة قدم ألماني في مركز libéro ‏، ولد في 24 فبراير 1963 في برلين في ألمانيا. لعب مع تنس بوروسيا برلين وفاتنشايد 09 ونادي هرتا برلين.

## وصلات خارجية
- ديرك جريسر على موقع قاعدة بيانات كرة القدم.إي يو (الإنجليزية)
- ديرك جريسر على موقع بيانات كرة القدم. دي إي (الألمانية)
- ديرك جريسر على موقع عالم كرة القدم.نت (الإنجليزية)